# دان کلارک
دان کلارک (انگلیسی: Dane Clark؛ ۲۶ فوریهٔ ۱۹۱۲ – ۱۱ سپتامبر ۱۹۹۸) یک هنرپیشه اهل ایالات متحده آمریکا بود.
از فیلم‌ها یا برنامه‌های تلویزیونی که وی در آن نقش داشته است می‌توان به جزیره بیداری و زندگی ربوده‌شده اشاره کرد.